# لیدوما
لیدوما یک محوطهٔ باستانی است که در شهرستان ممسنی در استان فارس قرار دارد. لیدوما همچنین نام یکی از شهرهایی است که در نوشته‌های هخامنشی از آن نام برده شده‌است و در راه شاهی بین تخت جمشید و شوش قرار داشته‌است. در گل‌نوشته‌های تخت جمشید از ۲۶ شهر میان تخت جمشید تا شوش نام برده شده‌است. این اثر تاریخی احتمالاً مربوط به ۵۵۰ سال پیش از میلاد است. مساحت این محوطه باستانی در حدود یک‌هزار متر در ۵۰۰ متر مربع است که در بیش‌تر نقاط آن آثار باستانی یافت می‌شود و حتی شواهد به دست آمده در آن نشان از وجود تمدن تا پنج هزار سال پیش را نیز دارد. همچنین در غرب کاخ لیدوما و در ۳۵۰ متری آن تپه‌ای باستانی واقع شده که بر روی آن کتیبه‌ای سنگی وجود دارد.
بر اساس کاوش‌های باستان‌شناسی که در سال ۱۳۸۵ توسط یک گروه باستان‌شناسی به سرپرستی علیرضا عسکری چاوردی از ایران و پروفسور دانیل پاتس از دانشگاه سیدنی انجام شد محل شهر لیدوما در منطقهٔ فهلیان فارس در شهرستان نورآباد ممسنی در مجاورت روستای سروان (سورون)، در زیر تپه‌ای که در گفتار محلی از آن به قلعه کلی و در زمین خانواده شریفی یاد می‌کنند، کشف شد.
هیئت مشترک باستان‌شناسی پژوهشکده باستان‌شناسی و دانشگاه سیدنی نخستین مرحله از پژوهش‌های مشترک را در سال‌های ۱۳۸۱–۱۳۸۳ در منطقه نورآباد ممسنی فارس انجام داد. حاصل مرحله یکم، شناسایی ۵۱ محوطه باستانی در دو دشت رستم یک و دو، لایه نگاری ۲۵ متر نهشته‌های باستانی در تل نورآباد و نیز ۱۶ متر در تل اسپید بود. عمده یافته‌ها علاوه بر تاریخ‌گذاری نسبی، با آزمایش رادیو آکتیو (۳۳ نمونه از تل اسپید و ۱۹ مورد تل نورآباد) تاریخ‌گذاری مطلق شد. در نتیجه توالی استقراری مناسبی از سکونت‌های هزاره ششم پیش از میلاد تا ۵۰ میلادی از مرحله یکم در آن منطقه حاصل شد.
در همین راستا، دومین مرحله از پژوهش‌های مشترک با دیدگاهی وسیع‌تر و نگرشی عمیق‌تر در زمستان ۱۳۸۵ در منطقه نور آباد ممسنی انجام شد. بخشی از اهداف در تداوم همان برنامهٔ فصل یکم طرح‌ریزی شد و بخش دیگر در روند نتایج مطالعات حاصل از آن مرحله، در این فصل انجام شد.
در این مرحله عمده پژوهش‌ها بر شناخت یکی از محوطه‌های هخامنشی تمرکز یافت. این محوطه با نام‌های محلی نظیر قلعه کَلی یا سورون، جنجان شناخته شده‌است. محوطه قلعه کَلی سورون در کوه پایه بخش غربی دشت رستم یک (فهلیان) واقع شده‌است. با کاوش این محوطه چشم‌انداز وسیع و دیدگاهی نوین در ارتباط با مطالعات هخامنشی جنوب و جنوب غرب ایران طرح شد.
این بنا از نظر ابعاد ساختمانی چهارمین بنای بزرگ هخامنشی پس از بناهای شوش، پاسارگاد و تخت جمشید (پارسه) است. این شهر که در کتیبه‌های تخت جمشید (پارسه) با عنوان لیدوما از آن نام برده شده یکی از بناهای مهم حکومتی زمان هخامنشیان به‌شمار می‌رود.
در لیدوما بقایای یک کاخ کوچک هخامنشی یافت شده که کاخ سروان( سورون ) نام گرفته‌است.

## لیدوما در نوشته‌های تاریخی
در منابع نوشتاری دوره هخامنشی، به وجود جشن‌های بسیار و برگزاری آن‌ها در مکان‌های مختلف اشاره شده و وجود چنین مکان‌هایی در فارس در گل‌نوشته‌های تخت جمشید تأیید شده‌است؛ مانند آنچه هالوک دربارهٔ گوبریاس، از سرشناسانی که داریوش را در رسیدن به قدرت یاری کرد، که جیره غذایی خود را در دو مکان بسیتمه و لیدوما دریافت می‌کرد، مطرح کرده‌است.
هرتسفلد نخستین بار این محوطه را در سال ۱۹۲۴ بررسی و این محوطه را به نام جین جان به ثبت رساند.
در سال ۱۹۳۵، اورل اشتایناز روستاهای این قسمت به نام جن جان نام برده و اشاره به وجود دوپایه ستون در ویرانه‌های یک قلعه قدیمی دارد.
در سال ۱۹۵۹، هیئت باستان‌شناسی ایرانی و ژاپنی چند گمانه آزمایشی در طی پنج روز در این محوطه حفر کردند که بعداً نتایج آن را دانشگاه توکیو به نام سُروان منتشر کرد. در این زمان که این هیئت محوطه را کاوش کردند تمام آثار ویرانه‌های قلعه‌ای که در سطح آن وجود داشت و هرتسفلد از آن‌ها عکسبرداری کرده بود، از بین رفته بود.

## مطرح شدن نام لیدوما برای اولین بار
در سال ۱۳۱۲ و ۱۳۱۶ در صُفه شمالی تخت جمشید حدود ۳۰هزار لوحه گلی پیدا شد که برای انجام تحقیقات به دانشگاه شیکاگوی آمریکا فرستاده شد و قسمتی از این الواح را پروفسور جورج کامرون و پروفسور هیکس مطالعه کردند که طبق مطالعات انجام شده بر این لوح سیزده شهر از شهرهای هخامنشی در منطقه ممسنی واقع شده بودند که یکی از این شهرها شهر لیدوما می‌باشد و بعداً هیئت باستان‌شناسی ژاپنی به ریاست کیکیو آتارشی و دکتر هاوارجی در سال ۱۳۳۸ موردکاوش‌های باستان‌شناسی قرار دادند و بنای ساختمان هخامنشی را در این قسمت کشف نمودند و بعداً معماری این بناها را با کاخ‌های داریوش، خشایار شاه و اردشیر هخامنشی در شوش و تخت جمشید مقایسه کردند و با این قیاس‌ها و مطالعات دریافتند که این‌ها آثار به جا مانده از دوران هخامنشی می‌باشد، پس لیدوما یکی از شهرهای بین راهی دوران هخامنشی بوده که بر سر راه شاهی پاسارگاد و تخت جمشید به شوش قرار داشته و شاهان و فرمانروایانی که در این فاصله رفت و آمد می‌کردند در این شهرها و کاخ‌های بین راهی استراحت نموده و بعد به راه خود ادامه می‌دادند.
از دیگر کاخ‌های به جا مانده از دوران هخامنشی در منطقه ممسنی، یکی در گچگران واقع شده که اکنون به اسم تُل کاخداداد مشهور است، دومی همین لیدوما بوده و دیگری در روستای کرم آباد رستم است که اگر توجه کنیم به علت عبور حدود ۹۰ الی ۱۰۰ کیلومتر از راه شاهی هخامنشیان در منطقه ممسنی، این شهر بر سر این راه ارتباطی واقع شده و از اهمیت ویژه‌ای برخوردار بود و هنوز قسمتی از راه سنگفرشی هخامنشی‌ها در منطقه گل سرخی عالیوند بجای مانده‌است که پروفسور پاتس از دانشگاه سیدنی استرالیا احتمال داده‌است که این جاده ساخته دست اسیران رومی زمان شاپور اول ساسانی باشد.

## نخستین اکتشافات
نخستین اثر مشهود در کاوش‌های مربوط به این اثر یک پایه ستون به رنگ خاکستری با نقش شیارهای هندسی نخلی شکل و مشبّک و گل‌های هشت پر که دور تا دور بخش بالای پایه ستون را مزّین کرده، است. ارتفاع پایه ستون ۰۸/ ۷۵سانتی‌متر قطر بخش پایین ۰۴/ ۱۲۵سانتی‌متر قطر بخش بالا ۰۴/ ۷۹ سانتی‌متر است. این پایه ستون در بخش مرکزی گمانه در عمق ۲۰ سانتی‌متری از سطح آشکار شد.
دومین پایه ستون خاکستری رنگ مزّین به نقوش هندسی گیاهی به ویژه شیارهای برگ نخلی و گل‌های هشت پر به هم پیوسته در بخش بالای پایه ستون است. ارتفاع آن ۸۰/ ۷۵ سانتی‌متر قطر بخش پایین ۴/۱۲۵ سانتی‌متر و قطر بخش بالا ۰۶/۹۲ سانتی‌متر است. این پایه ستون در بخش غربی گمانه واقع است. پیش‌تر هیئت ژاپنی هر دو این‌ها را گزارش کرده بود.
هر دوپایه ستون مزین به نقوش هندسی و گیاهی است. جنس و رنگ سنگ خاکستری مایل به سیاه و سطح آن به خوبی پرداخت شده‌است.
در نخستین مرحله سکونتی بنایی با ستون‌های رفیع وجود داشته که ضخامت پایه ستون‌های آن بیش از یک متر است. سبک پایه ستون‌ها برابر سبک هنری به کار رفته در تخت جمشید است. از نظر ابعاد، این پایه ستون‌ها با پایه ستون‌های تالار صد ستون تخت جمشید قابل مقایسه است. پایه ستون مزیّن به گل‌های هشت پر (لوتوس) و شیارهای برگ نخلی شکل است. رنگ پایه ستون‌ها مشابه تخت جمشید به رنگ خاکستری است. در سه گمانه کاوش در این محوطه، ساختارهای معماری هم سطح با سطح سنگفرش پایه ستون‌ها در گمانه شماره ۱ بدست آمد. به همین دلیل، با توجه به محدوده کاوش و یافته‌های به دست آمده به نظر می‌رسد در این محل بنایی ستون‌دار وجود داشته‌است. اما، وجود ظرف‌های ارزشمند سنگی در این محوطه که با بهترین ظروف خزانه تخت جمشید و مورد استفاده عالی‌رتبه‌گان درباری برابری می‌کند، پرسش‌هایی برای کارکرد این محوطه مطرح می‌کند. آیا واقعاً بنابه گفته هردوت راه شاهی در این مسیر وجود داشته‌است؟ یا به نظر باستان‌شناسان نظیری هرتسفلد و اشتاین این محوطه یکی از پایگاه‌های راه شاهی در مسیر تخت جمشید به شوش بوده‌است؟

## سبک معماری در لیدوما
thumb|نقوش برجسته گل‌های هشت پر «لوتوس» در کاخ لیدوما واقع در شهرستان ممسنی
بنای هخامنشی به دست آمده در فهلیان، ایوانی به طول ۴۰ متر دارد و به نظر می‌رسد که ۸ ستون در این ایوان جای می‌گرفته‌است. از این میان ۳ ستون در جای خود قرار گرفته و یک ستون نیز در بخش بالایی ایوان افتاده‌است. دو ستون دیگر نیز جابجا شده و در تپه‌های اطراف این بنا پیدا شده‌است.
جالبی این بنا در آن است که سه راه پله داشته که دو راه پله در گوشه‌ها و یک راه پله در وسط قرار گرفته‌است. سنگ‌های افتاده در کنار این راه پله‌ها به ایوان تعلق دارد. روی این سنگ‌ها کنگره‌های به سبک تخت جمشید قرار گرفته بوده که در هر یک متر یک کنگره قرار داشته‌است. با این حساب ۱۵ کنگره در این ایوان سوار بوده‌است. بخشی از شمالی ستون‌ها در فصل پیش به دست آمده‌است و قطر این پایه ستون‌ها بیش از یک متر است. به این ترتیب ستونی که روی این پایه ستون‌ها قرار می‌گرفته بین ۱۲ تا ۱۴ متر بوده‌است. «بر اساس سبک معماری هخامنشی زمانی که شما از بخش مرکزی وارد می‌شدید به تالار می‌رسیدید. درحال حاضر بخش شمالی بنا دیوار قطوری کشف شده که احتمالاً گوشه‌ای از این تالار است. اما در این میان دیوار دیگری نیز دیده می‌شود که حدود ۳ متر ضخامت دارد. دیوار کاخ آپادانا به‌دلیل ارتفاع ۲۰ متری ستون‌ها ۵ متر ضخامت دارد. به این ترتیب وقتی ما در این‌جا احتمالاً ستون‌های ۱۲ تا ۱۴ متری داشتیم، منطقی است که از دیواری با ضخامت ۳ متر استفاده شده باشد. نکته جالب دیگر آنکه دیوارها اندود گچ داشته‌است؛ یعنی از خشت خام برای ساخت دیوار استفاده شده و سپس با اندود گچ آن را تزئین کرده‌اند.»
هرآنچه در تخت جمشید به عنوان سبک هنری پارسی دیده‌ایم در این‌جا هم می‌بینیم و سبک کار کاملاً به بناهای تخت جمشید شباهت دارد. احتمال می‌دهیم این بنا همزمان با تخت جمشید ساخته شده باشد و بین این بنا با تخت جمشید و شوش ارتباطی وجود داشته‌است. امامشخص نیست جنس سنگی که برای پایه ستون‌ها استفاده شده از کجا آورده شده‌است.» در الواح تخت جمشید از دو شهر "لیدوماً و "بسیتمه" یاد شده‌است. احتمالی وجود دارد که شهر نورآباد کنونی همان شهر لیدوما باشد و ریچارد هلک نیز احتمال می‌دهد که برازجان باید شهر بسیتمه باشد.
از دیگر بخش‌های به دست آمده از این کاخ قوس‌ها و طاق‌های درگاه‌ها است که با بست‌های فلزی چفت و بست می‌شدند. اما یکی از نکات مهم ساخت این بنای هخامنشی سه پلکانی بودن آن است که تاکنون در هیچ‌یک از بناهای تخت جمشید نمونه آن دیده نشده‌است.
سبک گل‌های لوتوس و نوع تکنیکی که در پایه ستون‌ها به کار رفته به پایه ستون‌های برزن جنوبی تخت جمشید شباهت دارد. اما ابعاد و اندازه‌ها با ابعاد پایه ستون‌های صد ستون تخت جمشید برابری می‌کند. نکته جالب آن که این سبک شاید شبیه پایه ستون‌های تخت جمشید باشد اما در نهایت تفاوت‌هایی نیز دارد که آن را به لحاظ سبکی مختص به خود می‌کند.

## زمان ساخت بنا
نمی‌توان به درستی تشخیص داد که این بنا در زمان کدام پادشاه هخامنشی ساخته شده‌است، با توجه به یافته‌های باستان‌شناسی به نظر می‌رسد در زمان شاهان اول هخامنشی یعنی داریوش یا خشایارشاه این بنا ساخته شده‌است. از آن جا که این دو پادشاه بلافاصله و پس از هم به قدرت رسیدند، احتمال دارد که در اواخر دوره داریوش و اوایل دوره خشایارشاه این بنا ساخته شده باشد.
با توجه به آوار سطحی بنا به نظر می‌رسد که کمی ناگهانی این مکان ترک شده‌است. کنگره‌ها در زیر ایوان فرو ریخته بعضی از آن‌ها شکسته شده و روی سطح سنگفرش ریخته شده‌است. اما به هر حال یک مرحله پس از دوره هخامنشی از این‌جا استفاده شده‌است. ما در این‌جا یک لایه سکونتی داریم که نشان می‌دهد از بخشی از سنگ‌های این بنا دوباره مورد استفاده قرار گرفته‌است و احتمالاً این اتفاق در سده دوم پیش از میلاد رخ داده‌است.»
حدود ۲۰۰ یا ۳۰۰ سال پیش و در زمان قاجار بار دیگر قلعه‌ای روی این بنای هخامنشی ایجاد می‌شود که مدارک دوره دوم ما را از بین برده‌است. این قلعه قاجاری به قلعه «کَلی» یا قلعه کهنه شهرت داشته‌است.» نکته جالب آن که ۷۰ سال پیش و زمانی که هرتسفلد از این‌جا دیدن می‌کند این قلعه وجود داشته‌است. ساخت این قلعه روی محوطه باعث تخریب بیشتر آن شده‌است.
هرآنچه در تخت جمشید به عنوان سبک هنری پارسی دیده‌ایم در این‌جا هم می‌بینیم و سبک کار کاملاً به بناهای تخت جمشید شباهت دارد. احتمال می‌دهیم این بنا همزمان با تخت جمشید ساخته شده باشد و بین این بنا با تخت جمشید و شوش ارتباطی وجود داشته‌است. امامشخص نیست جنس سنگی که برای پایه ستون‌ها استفاده شده از کجا آورده شده‌است.»

## لیدوما و کارکردهای احتمالی آن
با توجه به شواهد باستان‌شناسی به دست آمده از این محوطه به نظر می‌رسد این مکان، محل نگهداری و به احتمال مرکز توزیع مواد غذایی منطقه در اطراف و پیرامون این محوطه بوده و نمایندگان یا نایبان پادشاه و ناظران بر توزیع محصولات در این مکان از ظروف ارزشمند و ظریف استفاده می‌کردند و خرج و دخل بخشی از مواد مورد استفاده از یکی از همین راه‌ها تأمین و ثبت و ضبط می‌شد.
این محوطه در مسیر جغرافیایی، بین شوش و تخت جمشید قرار دارد، اما کارکرد آن را باید با توجه به کارکرد عناصر موجود در آن و کارکرد پتانسیل‌های زیستی موجود در محیط پیرامون آن بحث کرد.
از منابع ادبی دوره هخامنشی، وجود جشن‌های متعدد سلطنتی و برگزاری آن‌ها در مکان‌های مختلف اطلاع داریم (توپلین ۱۹۹۸). وجود چنین مکان‌های در فارس در گل نبشته‌های تخت جمشید مورد تأیید است. آنچه هالوک آن‌ها را از متن جی مورد بحث قرار می‌دهد "برخی محصولات مختلف در برخی مکان‌های مختلف، چهل وسه توزیع شد. پیش از اینکه برخی از اعضاء خانواده سلطنتی مثل همسر و پسر داریوش. گوبریاس، یکی از سرشناسان خانواده سلطنتی فردی که در دستیابی داریوش به قدرت وی را همراهی کرد و بعد با دختر داریوش ازدواج کرد، جیره غذایی خود را در دو مکان دریافت می‌کند در Bessitme، در Lidima. جایی که اغلب حدس می‌زنند آنجا با منطقه برازجان تطبیق دارد همانگونه که والات ذکر کرده اما ارفعی بیشتر با منطقه فهلیان موافق است.
اگرچه بسیار زود است که نام‌های ذکر شده در گل نبشته‌های تخت جمشید با محوطه مکشوفه جین جان مورد بحث یا نسبت قرار گیرد. اما چنین مراکز توزیع محصولات و انبارهای شاهانه‌ای به ویژه در منطقه فارس وجود داشته‌است. البته باید توجه داشت که در نزدیکی منطقه فهلیان، منطقه برازجان یکی از مهم‌ترین مناطق مورد بحث برای بسیاری از اشارات ذکر شده در گل نبشته‌های تخت جمشید می‌تواند، باشد.
کاوش‌های باستان‌شناسی در این محوطه پرسش‌های متعددی مطرح کرده‌است. پایه ستون‌های هخامنشی، سطح سنگ‌فرش مکشوفه، سازه عظیم لاشه سنگی، مطالعه یافته‌ها و کارکرد این بنای بزرگ دوره هخامنشی و اینکه در دوره کدام یک از پادشاهان هخامنشی بنا شده یا استفاده شده بر ما معلوم نیست.
هنوز به‌طور دقیق مشخص نیست این بنا بخشی از همان شهر تاریخی نام برده شده «لیدوما» در الواح تاریخی تخت جمشید است یا خیر؟ البته باید اذعان کرد با توجه به وجود عناصر معماری پراکنده در اطراف این محوطه و پایه ستون مکشوفه دیگر در نزدیکی آن، می‌توان گفت در این محل تنها یک بنا وجود نداشته‌است. به همین دلیل شناخت هر چه بیشتر این محوطه اطلاعات بی‌نظیری از یکی از مهم‌ترین مناطق حد فاصل شوش و تخت جمشید را ارائه خواهد کرد.
اما با توجه به کشف این بنای هخامنشی در منطقه فهلیان احتمال آن می‌رود این بنا باید متعلق به یکی از دو شهر لیدوما و بسیتمه باشد و احتمال بیشتر آن است که این‌جا باید شهر لیدوما باشد. اما تا امروز هیچ کتیبه‌ای مبنی بر این که این همان شهر باشد بدست نیامده است؛ و این احتمال تقویت می‌گردد که فهلیان در آن روزگار به عنوان مرکزیت و مهم‌ترین منطقه و مرکز حکومتی آن دوران بوده‌است. آنچه مسلم است این کاخ یا بنای حکومتی نمی‌توانسته به تنهایی در این‌جا وجود داشته باشد و حتماً آبادی یا شهری که هم‌اکنون آن را به عنوان فهلیان می‌شناسیم در پیرامون آن وجود داشته‌است؛ و نیز احتمال آن وجود دارد که آن همه کارگری که در ساخت این بنا سهم داشتند باید محل زندگی داشته باشند که به این بنا نیز نزدیک باشد. این موضوع نشان می‌دهد که در این‌جا یک شهر هخامنشی یا منطقه‌ای که خیلی فراتر از یک روستای کوچک بوده وجود داشته‌است و این شهر همانا فهلیان کنونی است.
اما در این خصوص که آیا لیدوما یک شهر است یا یک کاخ یا یک استراحت گاه بین راهی و کلاً آثار مکشوفه حکایت از چه چیزی دارند؟ حسن حبیبی فهلیانی محقق و مدیر میراث فرهنگی ممسنی در این باره اظهار می‌دارد:از قسمت گردنه سروان تا قسمتی که شهر واقع شده فاصله‌ای تقریباً چهار کیلومتری است که این محدوده شهر بوده تا قسمت تل چغاد یا چکاد (به معنی قلعه) که وجود این آثار مبین وجود یک شهر بزرگ در زمان هخامنشیان می‌باشد، که بعد از هخامنشیان از رونق قبلی آن کاسته می‌شود و مجدداً در زمان اشکانیان رونق خود را بازمی‌یابد و رونق خود را تا زمان اسلامی حفظ می‌کند؛ و نهایتاً وجود آتشگاه، کتیبه‌ها، آثار خزانه، جداول صخره‌ای و گستردگی بناها در اطراف و اکناف این محدوده وسیع یک شهر باستانی را به ما نشان می‌دهد که باید گفت ما با یک شهر وسیع و بزرگ روبرو هستیم که هم یک استراحتگاه و شهر بین راهی و هم یک شهر والی‌نشین بوده‌است.
این مسئله که در این منطقه تنها ته ستون‌های بنا بدست آمده‌اند و کاوش‌های کوش گران تاکنون به ستون‌های بنا دسترسی پیدا نکرده‌اند، این سؤال را پیش آورده‌است که ممکن است این بنا بنایی نیمه تمام و نیمه کاره بوده باشد، که در خصوص می‌توان اینگونه استباط کرد که: با توجه به وجود سنگ‌های ازاره و نیز سنگ‌های کف و کاشی‌کاری‌های کشف شده که با ظرافت خاصی کار گذاشته شده‌اند این احتمال که یک ساختمان نیمه کاره است منتفی است و در مورد عدم وجود ستون‌های بنا دو احتمال وجود دارد یکی اینکه این ستون‌ها سنگی بوده و برای استفاده به جاهای دیگری انتقال داده شده‌اند که این شیوه در دوره‌هایی از تاریخ دیده شده‌است و احتمال دیگر اینکه شاید ستون‌ها از چوب بوده‌اند که در طول زمان از بین رفته‌اند ولی وجود سوراخ‌هایی بر روی ته ستون‌ها احتمال اول که ته ستون‌ها سنگی بوده‌اند را افزایش می‌دهد زیرا در معماری آن زمان مرسوم بوده‌است که بر روی ته ستون‌ها سوراخی تعبیه می‌کردند و در پایین ستون‌ها هم زائده‌ای که این دو به هم قفل می‌شده و به وسیله سرب به هم جوش داده می‌شدند.